# Friedrich Ludwig Andreas Regel

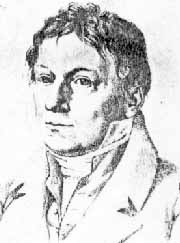
Friedrich Ludwig Andreas Regel (1770–1826), Professor und Garnisonsprediger in Gotha

Friedrich Ludwig Andreas Regel (* 22. Januar 1770 in Gotha; † 30. Dezember 1826 ebenda) war ein deutscher Theologe und Schulmann.

## Leben
Nach dem Besuch des Gymnasium Illustre in seiner Heimatstadt studierte Regel von 1787 bis 1790 Theologie in Jena und Gotha und wurde Hauslehrer bei Freiherrn von Thümmel in Gotha und Altenburg. 1799 erhielt er einen Ruf als Hauslehrer nach Livland in das Haus des Barons Johann Gottlieb von Wolff auf Neu-Laitzen, wobei er die Gelegenheit hatte, die dortige Pflanzenwelt zu studieren. Nach Aufenthalt in St. Petersburg kehrte er 1806 zurück nach Gotha, um dort Garnisonsprediger zu werden. Kurz vor der Schlacht bei Jena und Auerstedt wurde er wegen Verdachts auf Spionage verhaftet und nach Verhör durch Napoleon freigelassen. 1808 ging er als Collaborator an das Gymnasium Illustre in Gotha und wurde dort 1813 Professor mit den Fächern Religion, hebräische, lateinische, englische Sprache und Naturgeschichte. August von Sachsen-Gotha-Altenburg übertrug ihm die religiöse Unterweisung seiner einzigen Tochter Luise, der nachmaligen Herzogin zu Sachsen-Coburg-Saalfeld, bis zu ihrer Konfirmation 1816.
Regel war Herausgeber einer englischen Chrestomathie.

## Familie
Regel war zweimal verheiratet jeweils mit Töchtern des Kirchenrates Friedrich Wilhelm Döring. Er hatte acht Kinder, von denen wurde Gustav Philologe und Rektor in Emden, Karl August (1817–1889) Germanist in Gotha und Eduard (1815–1892) Biologe in St. Petersburg. Ein weiterer Sohn war Friedrich Wilhelm Regel.